# Acueducto de La Covatella
El acueducto de La Covatella o canal de La Covatella es una obra hidráulica que nace entre Benaguasil y Villamarchante y atraviesa los términos municipales de La Pobla de Vallbona, L'Eliana, Paterna, Godella y concluye en las cercanías de Sagunto.
El historiador valenciano Nicolau-Primitiu Gómez i Serrano fue quien acuñó la hipótesis que diversos fragmentos de canales del Camp del Turia formaban un único sistema de regadío, al cual bautizó con el nombre de acueducto de La Covatella, tomando el nombre de una zona en el término de Godella, donde se hallaron restos arqueológicos. Los tramos evidentes que se han hallado y que están catalogados como patrimonio arqueológico protegido son los siguientes:
- Pobla de Vallbona: Junto al aparcamiento del Centro Comercial El Osito.
- Paterna: En la cercanía de la autopista A7.
- Godella: En las canteras de La Covatella o del Barranquet Vell y en Campo Olivar.

Además existen testimonios orales sobre el paso de este canal por Benaguasil y por L'Eliana, por desgracia los vestigios han sido destruidos, cubiertos o suplantados por materiales modernos. En el caso de L'Eliana se afirma que el canal tenía tramos a cielo abierto y una sección subterránea para salvar zonas elevadas y existen testimonios orales y fotos de los pozos de ventilación.

## Recorrido
Los que han estudiado y abogado por la existencia de este único canal no se han puesto de acuerdo en los detalles del recorrido. Inicialmente se pensó nacía a la altura del Salto de Chulilla, pero posteriormente se abandonó esa hipótesis y actualmente se afirma que el azud o “caput aquae” debió estar en un punto del río Turia a su paso entre el término de Villamarchante y Benaguasil: o en el Pla dels Xurros, o un poco más abajo en el Mas del Riu. También hay divergencias respecto al tramo final: Gómez afirmaba que acababa en Sagunto, cerca del yacimiento arqueológico del Corral dels Xurros.  Otro estudioso afirma que finalmente desembocaba en la Rambleta de Rafelbunyol. Otro estudio afirma que originalmente el canal no llegaba hasta Paterna y Godella sino que desembocaba en el río Turia a través del barranco de Mandor;  y la conexión de esta sección del canal con la de Godelleta-Paterna debió ser en época posterior.

## Datación
Tampoco hay un estudio científico a fondo sobre la datación de los diversos tramos de este sistema en su trayecto entre Benaguasil y L'Eliana. Gómez tenía la hipótesis que era de época romana, pero reconocía que faltaban más pruebas. Alonso considera que el tramo entre Benaguasil y el Barranco de Mandor puede ser de época íbera o romana y la continuación hacia Paterna sería de época romana. En el catálogo de bienes protegidos de Godella el tramo del canal aparece fechado entre el siglo I a. C. - I d. C.  En Paterna están catalogados entre los elementos “con potencial arqueológico”, y aunque no se especifica a qué período pertenece, sin embargo se hallan a junto a un yacimiento de época romana. Pero recientes estudios en el yacimiento de La Pobla de Vallbona, donde se conserva un tramo de 92 m, han arrojado que ese tramo del canal es de época musulmana y que su uso debió ser esporádico, con lo cual el tema del trazado y la datación de los tramos entre Benaguasil, La Pobla de Vallbona y L'Eliana parece que deben ser investigado más a fondo.